# 2 Rewolucyjny Pułk Lubelski
2 Rewolucyjny Pułk Lubelski – pułk piechoty polskiej, sformowany w Moskwie w 1917, czynnie wpierający rewolucję bolszewicką w Rosji.
Był jednym z polskich pułków wspierających działania bolszewickie, podobnie jak 1 Polski Rewolucyjny Pułk czy Rewolucyjny Czerwony Pułk Warszawski.
Wchodził w skład I Brygady Zachodniej Dywizji Strzelców, potem zaś od 9 czerwca 1919 razem z całą dywizją formalnie wszedł w skład Armii Czerwonej.
Dowódcą był Roguski.